# Дрвіня
Дрвіня (пол. Drwinia) — село в Польщі, у гміні Дрвіня Бохенського повіту Малопольського воєводства.
Розташоване за 36 кілометрів на схід від Кракова та 13 кілометрів на північ від повітового центру — міста Бохні.
Населення — 835 осіб (2011).
У 1975—1998 роках село належало до Краківського воєводства.

### Клімат
| Клімат Дрвіні           | Клімат Дрвіні | Клімат Дрвіні | Клімат Дрвіні | Клімат Дрвіні | Клімат Дрвіні | Клімат Дрвіні | Клімат Дрвіні | Клімат Дрвіні | Клімат Дрвіні | Клімат Дрвіні | Клімат Дрвіні | Клімат Дрвіні | Клімат Дрвіні |
| Показник                | Січ.          | Лют.          | Бер.          | Квіт.         | Трав.         | Черв.         | Лип.          | Серп.         | Вер.          | Жовт.         | Лист.         | Груд.         | Рік           |
| Середній максимум, °C   | −0,1          | 2,1           | 7,1           | 13,5          | 18,7          | 21,6          | 23,0          | 22,8          | 18,8          | 13,8          | 6,8           | 1,8           | 12,5          |
| Середня температура, °C | −3,3          | −1,6          | 2,4           | 7,9           | 13,1          | 16,2          | 17,5          | 16,9          | 13,1          | 8,3           | 3,2           | −1            | 7,7           |
| Середній мінімум, °C    | −6,7          | −4,8          | −1,3          | 3,0           | 7,6           | 10,8          | 12,2          | 11,8          | 8,6           | 4,2           | 0,2           | −4            | 3,5           |
| Днів з опадами          | 8             | 7             | 7             | 8             | 10            | 11            | 10            | 9             | 8             | 7             | 9             | 10            | 104           |
| ----------------------- | ------------- | ------------- | ------------- | ------------- | ------------- | ------------- | ------------- | ------------- | ------------- | ------------- | ------------- | ------------- | ------------- |
| Джерело: www.yr.no      |               |               |               |               |               |               |               |               |               |               |               |               |               |

## Місцевості
Село складається з таких частин.:
- Пастернік (Pasternik),
- Подструже (Podstruże),
- Поренков (Poręków).

## Демографія
Демографічна структура станом на 31 березня 2011 року:
|          | Загалом | Допрацездатний вік | Працездатний вік | Постпрацездатний вік |
| -------- | ------- | ------------------ | ---------------- | -------------------- |
| Чоловіки | 404     | 83                 | 280              | 41                   |
| Жінки    | 431     | 104                | 231              | 96                   |
| Разом    | 835     | 187                | 511              | 137                  |